# KIC 8462852
KIC 8462852 – denumită și Steaua lui Tabby (după autorul Tabetha S. Boyajian) sau steaua WTF (de la anglofonul for „Where's The Flux?” (Unde e fluxul?), dar și ca referință la expresia anglofonă „What the fuck” („Ce naiba”)) – este o stea de tip F din secvența principală aflată în constelația Lebăda, la o distanță de aproximativ 454 parseci (1480 ani lumină) de Pământ. Steaua prezintă fluctuații neobișnuite de luminozitate descoperite de cercetători amatori ca parte a proiectului Planet Hunters (Vânătorii de planete), iar în septembrie 2015, astronomi și cercetătorii amatori asociați proiectului au prepublicat o lucrare pe serverul arXiv care descrie datele și interpretările posibile. Descoperirea a fost făcută cu ajutorul datelor colectate de telescopul spațial Kepler, care a observat modificări în luminozitatea stelelor dintr-un câmp predefinit pentru a detecta exoplanete.
Au fost propuse mai multe ipoteze pentru explicarea modificărilor neregulate de luminozitate, evidențiate de curba luminoasă a stelei. Ipoteza principală se bazează pe lipsa unui exces de radiație infraroșie, ce poate fi explicat prin existența unui nor enorm de fragmente de cometă și praf aflate într-o orbită excentrică. Steaua mai poate fi orbitată de o mulțime de mase de dimensiune mică aflate într-o formație restrânsă. S-a mai sugerat ideea că modificările de luminozitate se datorează activității unor inteligențe extraterestre. Institutul SETI a organizat o recunoaștere preliminară radio a sistemului KIC 8462852, dar nu a găsit dovezi ale unor semnale radio artificiale ce pot rezulta în urma activităților tehnologice.

## Locație aparentă

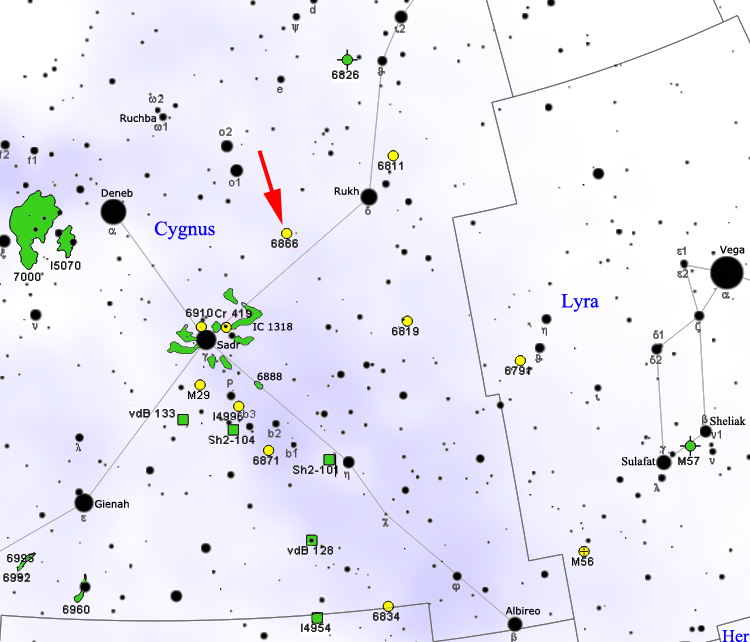
Hartă ce arată locația stelei NGC 6866. KIC 8462852 se află spre nord-est, între NGC 6866 și ο¹ Cygni.

KIC 8462852 se află în constelația Lebăda și se află pe cer la jumătatea distanței dintre două stele luminoase aparent - Deneb (α Cyg, α Cygni, Alpha Cygni) și Rukh (δ Cyg, δ Cygni, Delta Cygni). KIC 8462852 se află la sud de Omicron¹ Cygni (ο¹ Cygni, 31 Cygni) și la nordest de roiul stelar NGC 6866. Deși se află pe cer la doar câteva arcminute de roi, nu are legătură cu acesta și este mai aproape de soare decât roiul stelar. Cu o magnitudine aparentă de doar 11,7, steaua nu este vizibilă cu ochiul liber, dar este vizibilă cu un telescop de 12cm pe un cer întunecat fără prea multă poluare luminoasă.

## Luminozitate
Observații ale luminozității stelei de către telescopul spațial Kepler arată scăderi nonperiodice de luminozitate, precum și două scăderi mai mare ce apar la o distanță de aproximativ 750 de zile. Amplitudinea schimbărilor de luminozitate și aperiodicitatea schimbărilor a atras un interes deosebit din partea astronomilor. Schimbările de luminozitate ale stelei sunt consecvente cu prezența unui număr mare de mase mici ce orbitează într-o „formație restrânsă”.
Prima mare scădere de luminozitate, detectată pe 5 martie 2015 a redus luminozitatea stelei cu până la 15%, iar o alta, pe 28 februarie 2015, a produs o reducere de până la 22%.  Comparativ cu acestea, o planetă de dimensiunea lui Jupiter ar reduce doar 1% din luminozitatea stelei, fapt ce indică spre un alt fenomen responsabil pentru scăderi, fenomen ce ar putea obscura până la 50% din diametrul stelei. Din cauza defectării a două din cele patru roți pentru stabilizarea giroscopică, telescopul Kepler nu a putut înregistra scăderea periodică de 750 de zile prezisă pentru aprilie 2015; mai sunt planificate observații pentru luna mai 2017.

### Ipoteze
Pe baza clasificării stelare și a tipului spectral, modificările în luminozitate nu pot fi atribuite unei variabilități intrinseci, așa că au fost propuse mai multe ipoteze ce presupun existența unui material ce orbitează steaua și blochează lumina acesteia, dar niciuna din aceste teorii nu explică complet datele colectate.
O explicație propusă ar fi existența unui nor de comete în curs de dezintegrare aflate în orbite eliptice. Sub acest scenariu, gravitația unei alte stele apropiate ar fi putut cauza comete din  Norul Oort să fie deviate spre stea. O dovadă ce susține această teorie este dată de existența unei pitice roșii aflată la o distanță de 132 de miliarde km (885 u.a.) de KIC 8462852. Totuși ideea ca niște comete să poată obscura până la 22% din luminozitatea unei stele a fost pusă sub îndoială. Un studiu ulterior, publicat pe 13 ianuarie 2016 a sugerat că steaua și-a redus gradual luminozitatea între anii 1890 și 1989 cu aproximativ 20%, fapt ce face explicația „roiului” de comete mai puțin probabilă. Studiul respectiv a fost contestat de analize ulterioare care indică spre o luminozitate constantă în perioada studiată (fără a explica variațiile de luminozitate pe termen scurt).

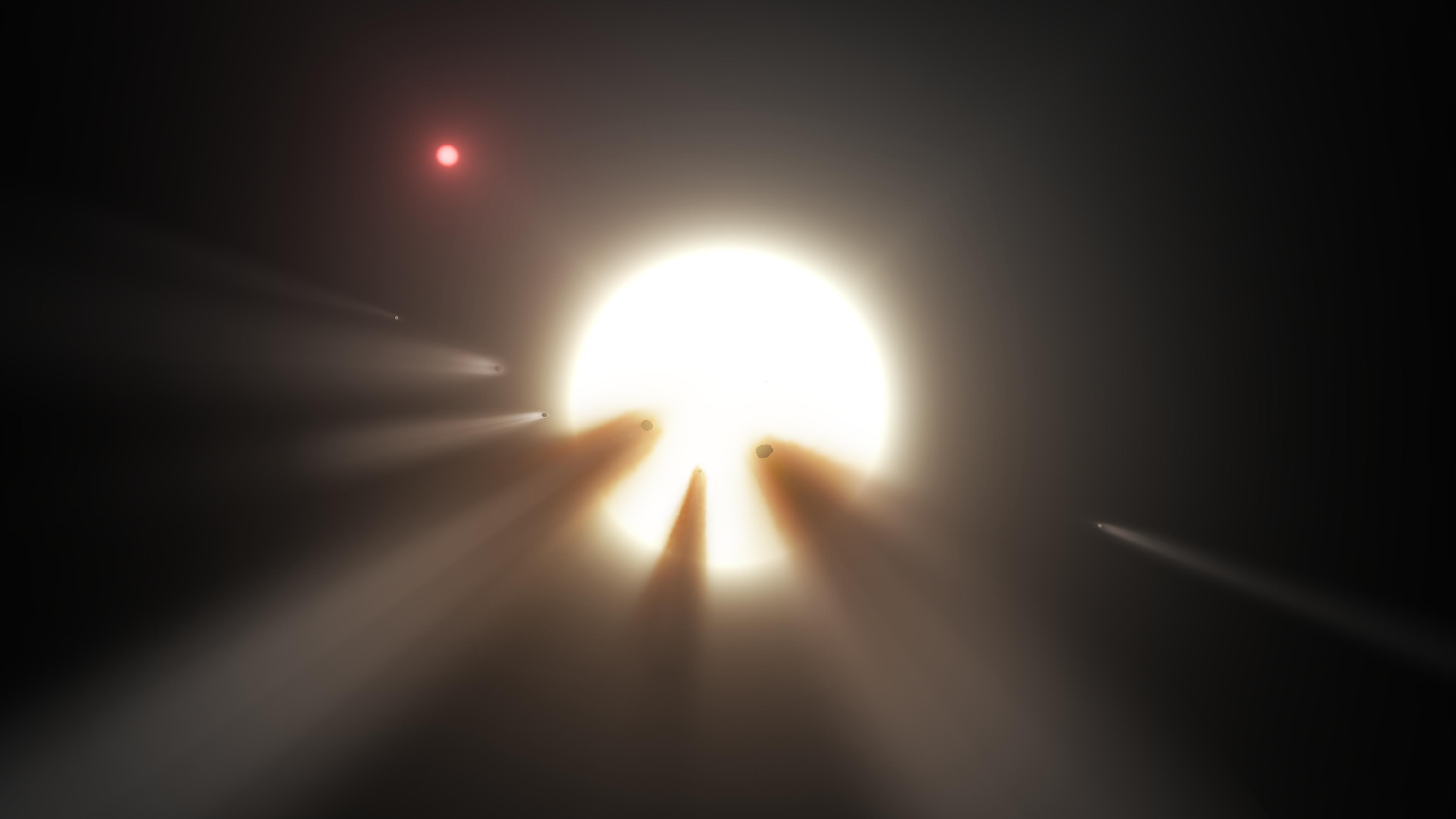
Un „roi” de comete și praf ce ar putea fi o explicație pentru semnalul luminos neobișnuit al stelei KIC 8462852.

Alte explicații au mai fost produse, ce includ: defecte ale datelor sau instrumentelor, variabilitatea stelelor de tip B(e), praf interstelar, un număr de planete gigante cu sisteme proeminente de inele, și un posibil câmp de asteroizi capturat recent de către stea.
Au mai fost făcute observații spectroscopice de înaltă rezoluție și observații imagistice, precum și analize ale distribuției spectrale a energiei stelei cu ajutorul telescopului Nordic Optical Telescope din Spania. Un scenariu al unei coliziuni masive ar crea un volum mare de praf activ în infraroșu, dar nu a fost observat un exces de energie în infraroșu, fapt ce exclude coliziunile planetare ca explicație a fenomenului. Alți cercetători cred că explicația este puțin probabilă prin prisma probabilităților, coliziunile de o asemenea anvergură fiind extrem de rare, cu o șansă mică de a putea fi observate de Kepler.
Astronomul Jason Wright (consultat de către Boyajian) și alții care au studiat KIC 8462852 au sugerat într-o lucrare ulterioară că steaua ar putea fi mai tânără decât este sugerat de poziția și viteza acesteia și ar mai putea avea material primordial în preajma sa. Aceștia au mai sugerat existența posibilă a unei megastructuri creată de o civilizație extraterestră, cum ar fi un „roi” Dyson, o structură ipotetică ce ar putea fi construită de o civilizație avansată pentru a colecta o parte din lumina acesteia pentru nevoile sale energetice. Din cauza relatărilor numeroase din media despre această stea, aceasta a fost comparată de cercetătorul Steve Howell (parte a misiunii Kepler) cu KIC 4110611, o altă stea cu o curbă de luminozitate neobișnuită (ce s-a dovedit a fi, în urma mai multor ani de cercetare, o parte a unui sistem stelar multiplu format din cinci stele). În privința datelor actuale ale distribuției luminoase a stelei KIC 8462852, Wright pune accentul pe studii spectrale ulterioare. Conform cu Wright, probabilitatea originii extraterestre a observațiilor este foarte scăzută; totuși steaua este o țintă de calibru pentru SETI deoarece observațiile naturale nu pot încă explica complet fenomenul de diminuare a luminozității.

### Studii ulterioare
Pe 19 octombrie 2015, Institutul SETI a anunțat că a început să studieze steaua cu telescopul Allen Telescope Array pentru a căuta posibile emisii radio ce ar putea proveni din partea unor inteligențe extraterestre din apropierea stelei. În urma unei examinări de două săptămâni, Institutul SETI a raportat în noiembrie 2015 că nu a găsit dovezi ale unor semnale radio ce ar putea proveni dintr-o sursă artificială.
Un studiu al datelor istorice de imagistică în infraroșu realizat de Telescopul Spațial Spitzer și Wide-field Infrared Survey Explorer nu au găsit dovezi ale unui exces de emisii infraroșii din partea stelei, care ar indica spre particule calde de praf, dovadă a unei coliziuni catastrofale de meteori sau planete în acest sistem. Absența acestor emisii sprijină ipoteza unui „roi” de comete reci aflate într-o orbită neobișnuit de excentrică și ar putea fi responsabilă pentru curba luminoasă neobișnuită pentru această stea, dar mai sunt necesare studii pentru stabilirea definitivă a acestui fapt. Un studiu spectroscopic ulterior făcut în banda de 0,8-4,2 microni de către NASA Infrared Telescope Facility nu a găsit dovezi ale existenței unui praf fierbinte circumstelar ce ar putea proveni de la o planetă în curs de evaporare sau dezintegrare, sau a unei structuri cu durată mare de viață ce orbitează steaua la o distanță de mai câteva unități astronomice de steaua centrală matură, dar au găsit asemănări cu un alt sistem stelar evoluat (vechi de cel puțin 1 miliar de ani) - Eta Corvi, aflată în stadiul unui mare bombardament târziu. Observații în lungimea de undă submilimetrică ce au căutat praf aflat la o distanță mai mare de stea sugerează că explicația unei dezintegrări catastrofale este puțin probabilă; încă nu a fost stabilit potențialul de dispersie a luminii stelei de către echivalentul unei centuri Kuiper ce perturbă comete spre sistemul solar interior.
Un număr mare de telescoape optice monitorizează KIC 8462852 în așteptarea altui eveniment de diminuare a luminozității, ce ar putea dura mai multe zile, iar observații ulterioare sunt programate de către marile telescoape echipate cu spectrografe pentru a determina natura materiei ce obscurează lumina stelară și dacă este vorba de un mare obiect solid sau materie compusă din praf și gaz. Observații suplimentare mai pot fi făcute de către telescoapele terestre Greek Bank⁠(en)[traduceți], Very Large Array Radio Telescope⁠(en)[traduceți], și telescoape orbitale viitoare dedicate exoplanetologiei, ca WFIRST⁠(en)[traduceți], TESS⁠(en)[traduceți] și PLATO.

## Vedeți și
- PSR B1919+21, o stea confundată cu un semnal radio artificial extraterestru (LGM-1)